# Varnava (Filatov)
Varnava (světským jménem: Stanislav (Vjačeslav) Jurjevič Filatov; * 21. dubna 1953, Ašchabad) je turkmenský duchovní Ukrajinské pravoslavné církve Moskevského patriarchátu, arcibiskup makijivský a vikář doněcké eparchie.

## Život
Narodil se 21. dubna 1953 v Ašchabadu.
Roku 1974 se s rodinou přestěhoval do abchazského města Suchumi, kde se věnoval ikonopisu, zpíval v chrámovém sboru a sloužil u oltáře.
Dne 22. dubna 1976 jej metropolita suchumský Ilia (Šiolašvili) rukopoložil na diákona.
Roku 1991 odešel do města Makijivka na Ukrajině. Dne 2. května stejného roku byl biskupem doněckým Ioannnikijem (Kobzevem) rukopoložen na jereje. Stal se duchovním chrámu svatého Jana Kronštadtského v Chrestivce. Nastoupil na dálkové studium Kyjevského duchovního semináře.
Dne 1. června 1993 se stal duchovním Kazaňského chrámu v Makijivce a 8. června představeným chrámu svatého Jiří.
Dne 5. ledna 1995 byl postřižen na monacha se jménem Varnava na počest svatého apoštola Barnabáše.
Od 22. října 1995 do 16. srpna 1996 byl blagočinným Makijivského okruhu.
Dne 11. října 1996 byl povýšen na igumena a 31. srpna 1997 na archimandritu.
Dne 24. ledna 2007 jej Svatý synod Ukrajinské pravoslavné církve zvolil biskupem makajivským a vikářem doněcké eparchie. Dne 10. února byl oficiálně jmenován biskupem a o den později proběhla jeho biskupská chirotonie.
Dne 29. března 2007 byl ustanoven biskupem berďanským a prymorským, ale již 18. října byl znovu jmenován vikářem doněcké eparchie.
Dne 28. srpna 2014 byl povýšen na arcibiskupa.